# St. Bartholomäus (Meggen)

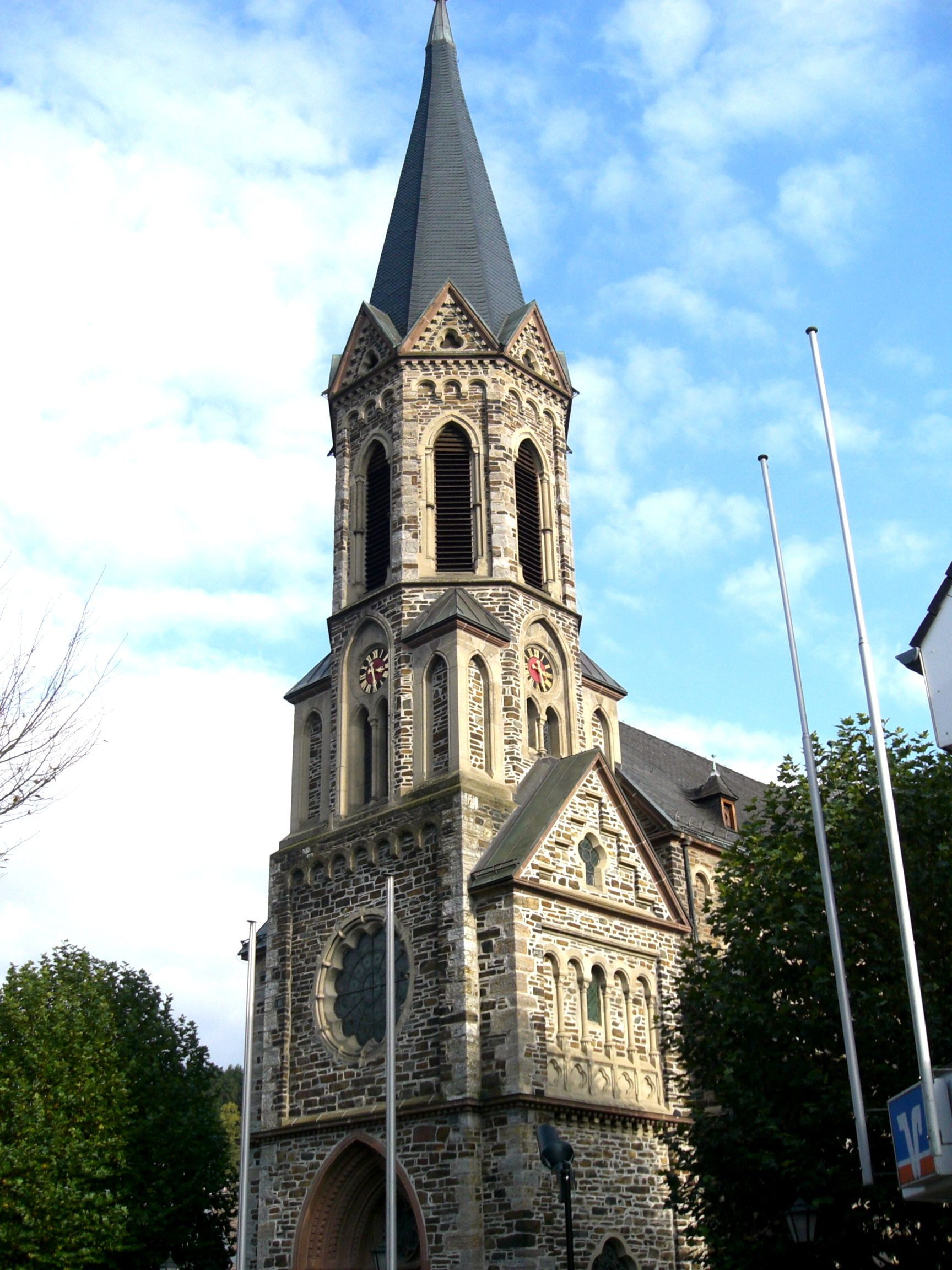
Pfarrkirche St. Bartholomäus

Die katholische Pfarrkirche St. Bartholomäus ist ein denkmalgeschütztes Kirchengebäude in der Albrecht-Dürer-Straße in Meggen, einem Stadtteil von Lennestadt, im Kreis Olpe (Nordrhein-Westfalen).

## Geschichte und Architektur

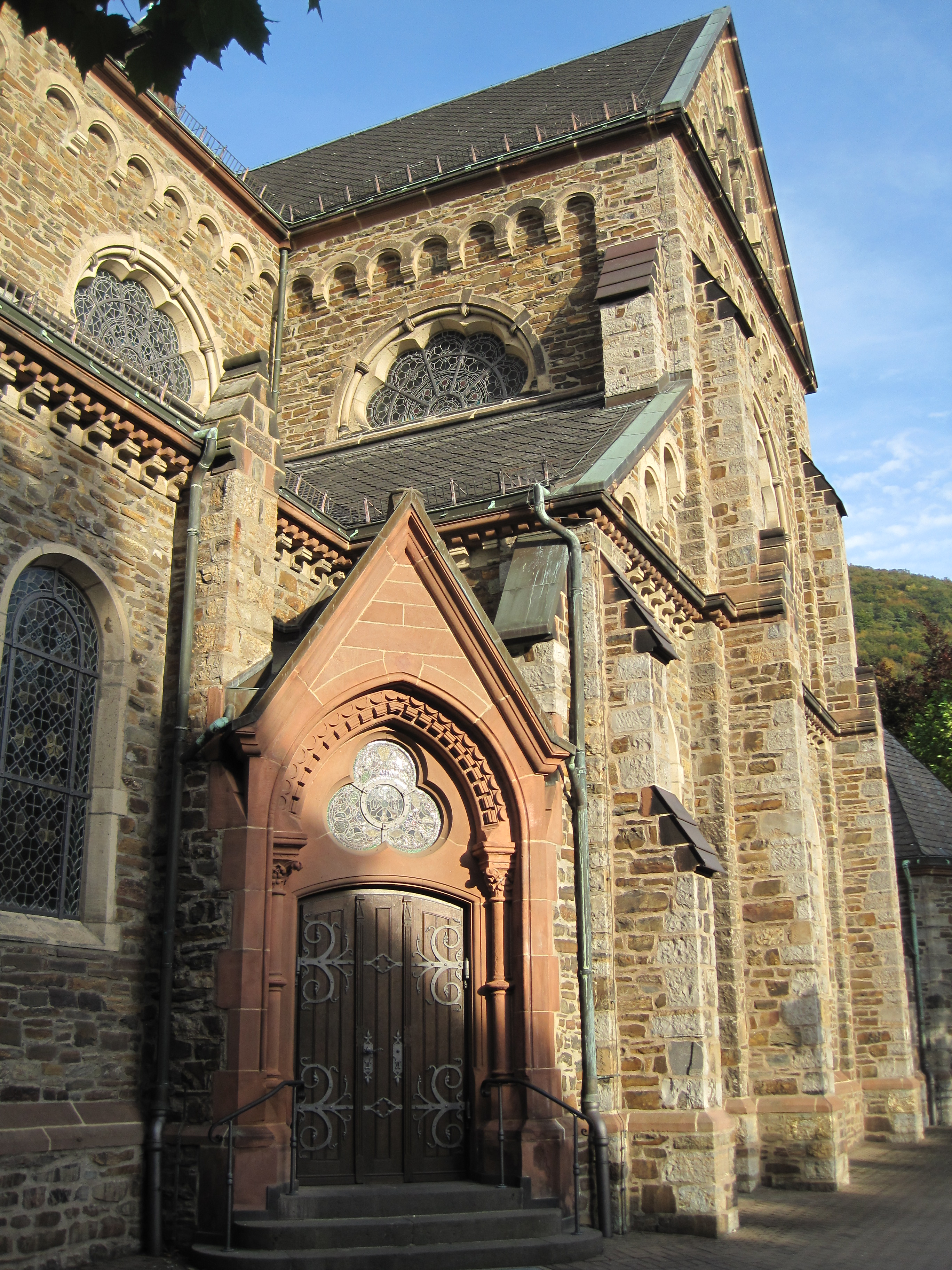
Nebeneingang

Die Basilika mit einem dreischiffigen Querhaus und einem eineinhalbjochigen Chor im 5/8 Schluss, wurde von 1895 bis 1896 unter der Leitung des Architekten Gerhard Franz Langenberg errichtet. Nach dessen Tod führte sein Schwiegersohn, Johann Adam Rüppel, die Planungen fort. Er änderte und verfeinerte die Baupläne. Ausführender Bauunternehmer war Anton Sunder-Plassmann aus Förde (heute: Grevenbrück). Der Turm steht westlich. Die Wände wurden mit Grauwackebruchstein gemauert, sie sind reich durch farblich abgesetzten Werkstein gegliedert. Als Vorbild dienten die rheinischen Kirchen der Spätromantik, die durch unterschiedliche Fensterformen belebt und mit Blendarkaden und Bogenfriesen geschmückt sind. Im Innenraum ruhen Kreuzrippengewölbe über Bündelpfeilern; in den Chor wurde ein Radialgewölbe eingezogen. Auf einer dreiseitigen, gemauerten, vorspringenden Empore steht die Orgel. Sie wurde 1904 von der Orgelbaufirma Stockmann eingebaut.

## Ausstattung

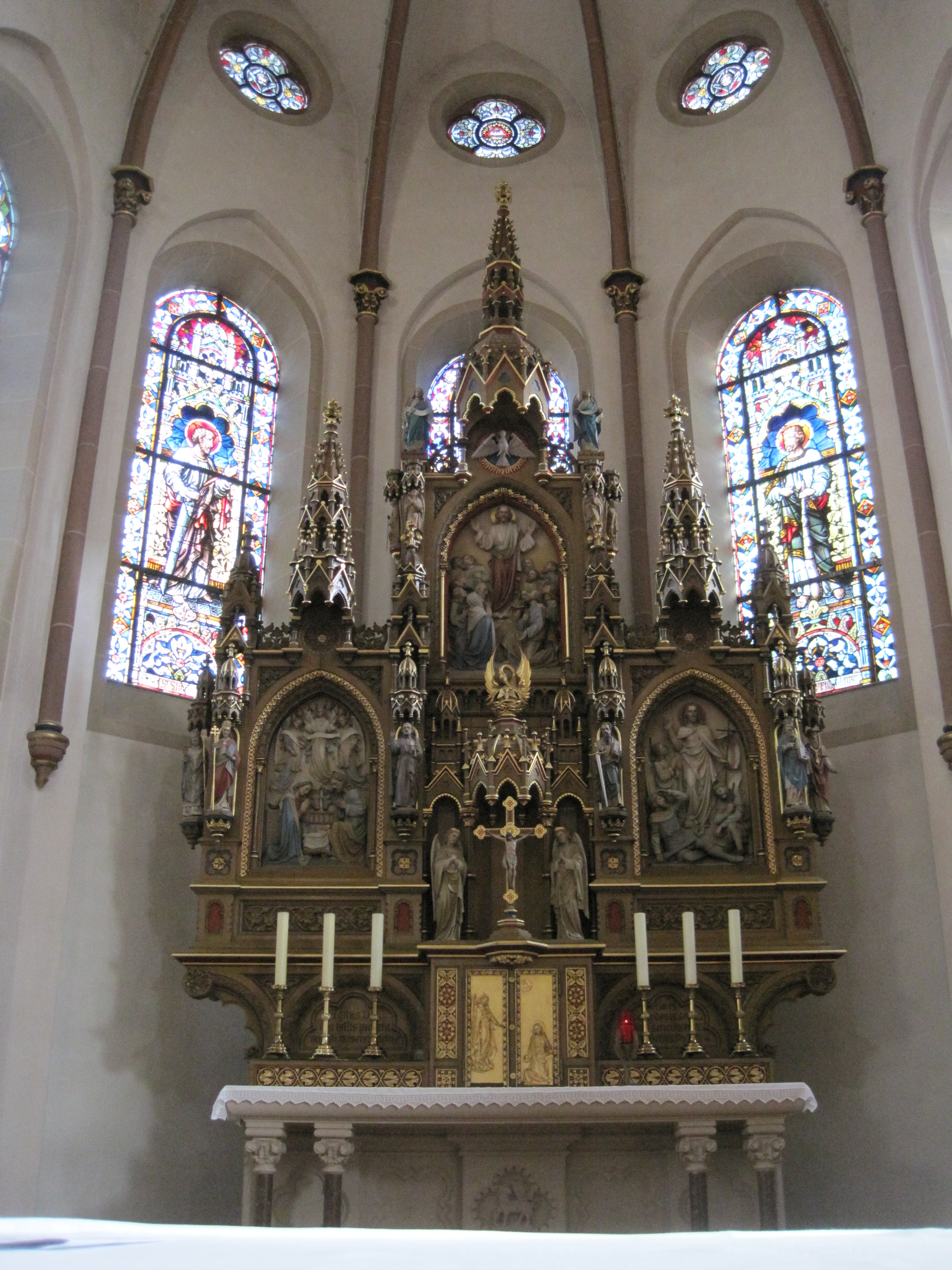
Hochaltar

- Die Altäre und die Einrichtung stammen aus der Werkstatt A. Bücker in Rheda. Bei der Fertigstellung waren beteiligt: der Bildhauer Chr. Siebe sowie der historische Kirchenmaler Anton Waller. Der geschnitzte Hochaltar wurde vom Kirchenmaler Lückenkötter gefasst.
- Die 14 Kreuzwegstationen und das Gemälde im linken Seitenaltar sind Arbeiten des Anton Waller von 1898
- Die Herz-Jesu-Figur von 1940 und die Bartholomäus-Figur von 1930 wurden von dem Bildhauer Hans Hirsch geschaffen
- Die fünf ehemaligen Kanzelfiguren Christus als Lehrer mit den vier Evangelisten auf Symbolsockeln wurden 1904 von A. Bücker hergestellt.

Eine bebilderte Dokumentation und Beschreibung der Kirchenfenster, des Grundrisses und der Innenansicht der Kirche befinden sich auf der Internetseite der Forschungsstelle Glasmalerei des 20. Jahrhunderts e.V.

## Renovierungen und Neuanschaffungen

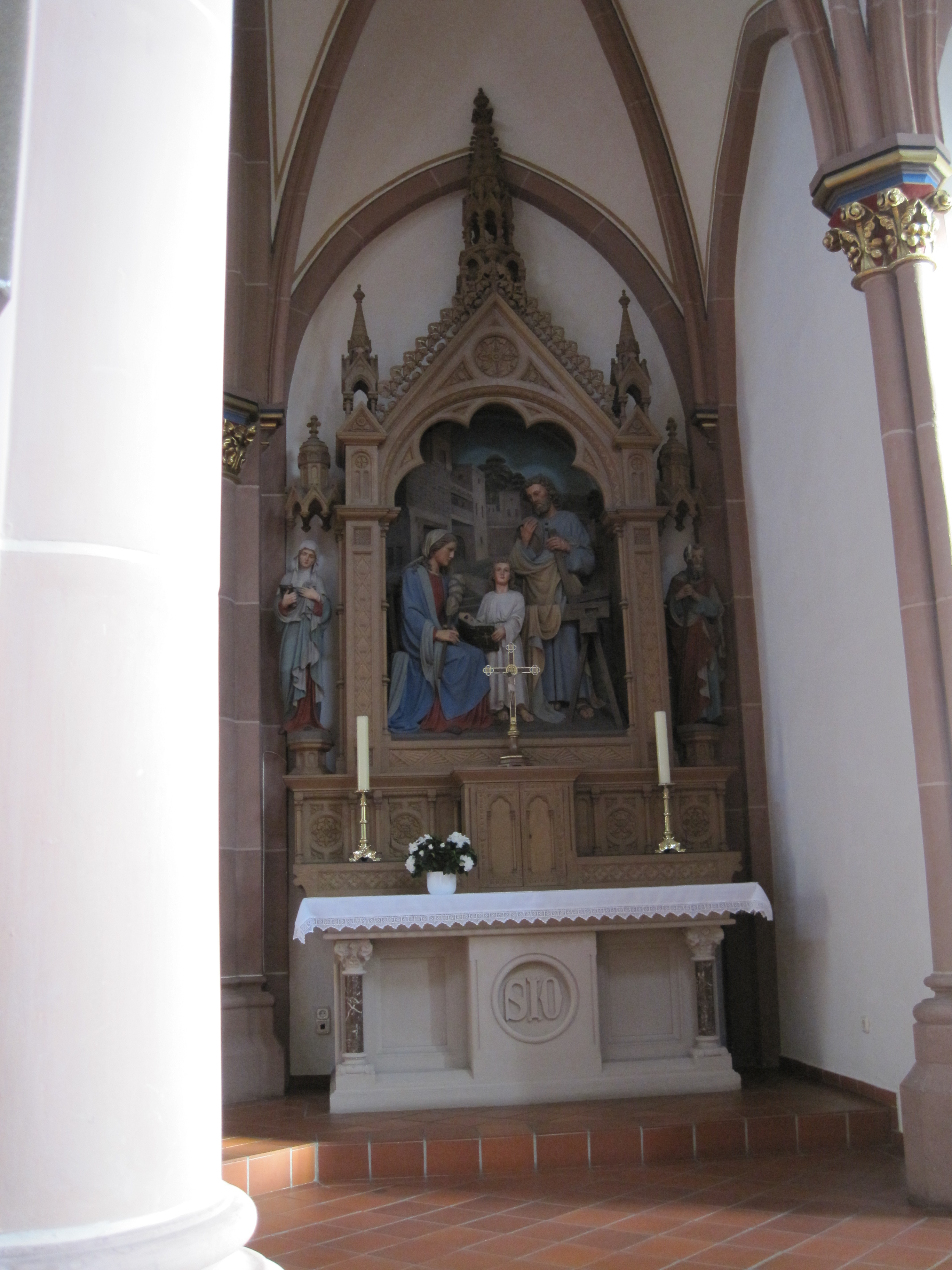
Seitenaltar Heilige Familie

Von 1980 bis 1982 wurde die Kirche für 1.800.000 DM umfassend renoviert. Für die Altarinsel wurde ein Zelebrationsaltar mit Reliquien der Heiligen Gerhard Majella, Bartholomäus, und Maria Goretti, vier Standleuchter, 12 Apostelleuchter und ein ewiges Licht angeschafft. Der Taufstein mit Bronzedeckel zeigt den Auszug aus Ägypten und Durchzug durch das Rote Meer ins gelobte Land und der Osterleuchter ist mit der Darstellung Moses kniend vor dem brennenden Dornbusch geschmückt. Zusätzlich wurden ein neuer Ambo und Holzstühle und -tische für Priester und Ministranten zugefügt.
Der Kirchturm wurde von 1994 bis 1995 neu eingedeckt.

## Glocken
Die ursprünglichen Glocken wurden 1896 bei der Firma Andreas Hamm, Frankenthal gegossen: E – G – A – H. Sie wurden am 19. Juni 1942 abgeholt, zerschlagen und eingeschmolzen. Die neuen Glocken wurden aus Stahl vom Bochumer Verein gegossen und erstmals geläutet am 15. Februar 1948: c′ – b′ – g′ – f′.